# Potipher Andreas
Pothipher Andreas es un escultor de Zimbabue, nacido el 1957 en el distrito de Goromonzi .

## Datos biográficos
Nativo del distrito de  Goromonzi, Andreas completó solamente la escuela primaria antes de verse obligado a abandonar los estudios por razones económicas.  Se trasladó a Harare para trabajar como mano de obra no especializada para la empresa National Foods (Alimentos Nacionales), luego se hizo cargo de controlar el funcionamiento de una máquina de envasado. Durante ese periodo esculpía durante su tiempo libre. Después de salir de Alimentos Nacionales, retornó a su hogar en la zona de Goromonzi, dedicándose allí a la talla de piedra y madera. En 1992, estuvo empleando en una granja de tabaco en Mashonaland este. Allí fue observado por Cosmos Muchenge , quien le invitó a trabajar en su estudio. Fue allí donde Andreas empezó a trabajar en grandes piedras de la zona, como la piedra de leopardo .
El trabajo de Andreas le debe mucho a la escultura de la etnia Shona .  Vive y trabaja en el distrito de Musana. 